# Олимпийский комитет Гренады
Олимпийский комитет Гренады (англ. The Grenada Olympic Committee) — организация, представляющая Гренаду в международном олимпийском движении. Основан и зарегистрирован в МОК в 1984 году.
Штаб-квартира расположена в Сент-Джорджесе. Является членом Международного олимпийского комитета, Панамериканской спортивной организации и других международных спортивных организаций. Осуществляет деятельность по развитию спорта в Гренаде.